# Joeri Sjisjkin
Joeri Vasiljevitsj Sjisjkin (Russisch: Юрий Васильевич Шишкин) (Oblast Rostov, 24 augustus 1963) is een Russische bajanist.
Hij geeft masterclasses en (solo)concerten over de hele wereld. Hij was meer dan 18 keer te gast in Nederland en noemt dat ook zijn tweede thuisland. De laatste keer dat hij in Nederland was, was eind 2013 in Tilburg, waar hij masterclasses en een concert gaf. 

## Discografie

### Albums
- Romantic Bajan (Романтический баян) met muziek van onder andere Moszkowski, Brahms en Mendelssohn
- Towards the Sun (Навстречу солнцу)
- Favourites (Фавориты)
- Ongetiteld
- «Shishkin Plays Semionov (Шишкин играет Семёнова)
- Libretto (Либретто)
- Clowns - Music of the 20th Century (Скоморохи - музыка XX столетия)
- Applications (Аппликации)

- Gemeinsame Normdatei: 135158036
- International Standard Name Identifier: 0000 0000 5767 690X
- Virtual International Authority File: 79999123
- WorldCat: E39PBJtCDtqGGhfwrm9qdpk7HC